# Glyptocolastes marshi
Glyptocolastes marshi är en stekelart som först beskrevs av Greenbaum 1975.  Glyptocolastes marshi ingår i släktet Glyptocolastes och familjen bracksteklar. Inga underarter finns listade i Catalogue of Life.